# Dragon Ball Z: Burst Limit
Dragon Ball Z: Burst Limit (яп. ドラゴンボールZ バーストリミット Doragon Bōru Zetto Bāsuto Rimitto, рус. Драконий жемчуг: Разрыв Предела) — видеоигра в жанре файтинг, выпущенная компанией Dimps для Xbox 360 и PlayStation 3. В России игра вышла 6 июня 2008 года на английском языке. Действия игры основаны на одноимённой манге Жемчуг дракона.

## Геймплей
События игры повторяет сюжет Dragon Ball Z до 6 сезона сериала (227 глава, 194 серия). В игре присутствует 4 режима: «Хроники Z», «Версус» «Испытания» и «Обучение». Всего присутствует 21 персонаж, причём некоторые из них могут иметь несколько форм. В начале игры Сон Гоку противостоит другим Саянам, после чего к нему присоединяется Веджита.
Игровой процесс Dragon Ball Z: Burst Limit во многом напоминает другие файтинги серии, например, Dragon Ball Z: Budokai. В распоряжении игрока имеются базовые удары руками и ногами, комбо-атаки, а также кнопка Ki Blast, с возможностью её усиления при нажатии определённого направления. Это позволяет выполнять более мощные атаки, такие как «Камехамеха» или «Диск разрушения».
Боевая система включает несколько индикаторов здоровья: каждый персонаж имеет до шести «блоков» (количество задаётся в настройках игры). Когда запас здоровья исчерпан, персонаж терпит поражение.
Дополнительно используется счётчик усталости, который уменьшается при блокировке атак и выполнении определённых приёмов. Если он достигает нуля, персонаж впадает в кратковременный оглушённый статус, становясь уязвимым. Также присутствует счётчик Ки — постепенно восстанавливающаяся шкала, отвечающая за выполнение мощных энергетических атак, трансформаций, активацию специальных способностей и завершающих приёмов, известных как окончательные атаки.

## Отзывы
| Сводный рейтинг | Сводный рейтинг | Сводный рейтинг |
| Издание         | Оценка          | Оценка          |
| Издание         | PS3             | Xbox 360        |
| --------------- | --------------- | --------------- |
| GameRankings    | 72,00 %         | 73,04 %         |